# Altai Margit
Altai Margit, névváltozatok: Altai Rezsőné; Gomperz Margit; Altay (Budapest, 1881. január 16. – Budapest, 1972. február 7.) magyar ifjúsági író.

## Élete
Budapesten született Gomperz Nátán (1831–1904) ügynök és Bettelheim Karolina gyermekeként zsidó családban. 1898. június 26-án Budapesten, a Terézvárosban házasságot kötött Altai (Altmann) Ruben Rezsővel. Több újság gyermekrovatának is munkatársa volt, szerkesztette a Pesti Napló gyermekrovatát, majd a Tündérvásár, később, Gaál Mózes halála után Az Én Újságom című gyermeklapokat. 1926-ban a két utóbbi lap szerkesztősége egyesült. Az irodalomban először gyermekversekkel jelentkezett, elbeszéléseit később a Magyar Lányok című lapban publikálta. Gyermekregényei (főleg leányregényei) mentesek voltak a társadalmi problémák leírásától, főleg a gazdag gyerekek életéről szóltak, s sokáig igen népszerűek voltak. Több regényfordítás is a nevéhez köthető (például: Lewis Carroll: Alice csodaországban). Amit az óra mesél (1959) című utolsó regénye már a szocialista rendszer dicséretéről szól. Sok művét „Margit néni” álnév alatt jelentette meg. Halálát szívizom-elfajulás okozta.
Gyermekei:
- Altai Magda (1899–1977) főorvos, Szatmári Tibor (1894–1942) zongoraművész, később Schulhof Ödön (1896–1978) balneológus, reumatológus felesége.
- Altai Kornél (1901–?) részvénytársasági cégvezető.

## Művei
- Gyermekszínház. Házi előadásra alkalmas színdarabok. (Budapest, 1909)
- Vendégvárás. Színjáték. – Babonás Marcsa. Monológ. – A parasztruha. Monológ. (Fiatal leányok színműtára. 27. Budapest, 1914)
- Nőegylet. Tréfás színjáték. – Vakáció előtt. Színjáték. (Fiatal leányok színműtára. 28. Budapest, 1914)
- Önkéntes nősereg. – A közlegény. Háborús színjáték. (Fiatal leányok színműtára. 32. Budapest, 1915)
- Tündérország – meseország. Margit néni néven. (1–2. kiad. Budapest, 1916)
- Tündérhonban. A Tündérország – meseország c. műve átdolgozott kiadása. Margit néni néven. (Budapest, 1920)
- Lucy-Laci. – Egy főúri házasság története. Két regény fiatal leányok számára. (Budapest, 1921)
- Az ötösfogat. Marcsa, Zsuzsi, Anikó, Vera és Klári története. Elbeszélés fiatal leányok számára. – A kis beteg. Regény. (Budapest, 1921)
- A végzet útjai. Regény fiatal leányok számára. (Budapest, 1922)
- Célnál! Regény. (Budapest, 1922)
- A kis hercegnő. Ifjúsági regény. (Budapest, 1923; 2. kiadás. 1930?)
- Az amerikai lány. Regény fiatal leányok számára. (Budapest, 1924; cseh nyelven: Praha, 1930)
- Cserkészfalu. Elbeszélés. (A Tündérvásár Könyvtára. 1. sorozat. 4. Budapest, 1925)
- Gézengúz. Ifjúsági elbeszélés. (Budapest, 1925)
- Érdekes házasság. Regény. (Budapest, 1925)
- Béke a szívekben. Regény fiatal leányok számára. (Budapest, 1926)
- Leánysors. Regény fiatal leányok számára. (Százszorszép Könyvek. Budapest, 1926)
- Jégországban. Elbeszélés. Ill. Márton Lajos. (A Tündérvásár Könyvtára. Budapest, 1926; Kisgyermekek Könyvtára. 1. sorozat 1. 2. kiad. Wien, 1927)
- A Tündérvásár tréfás meséi kicsinyeknek. (Budapest, 1927)
- Zsuzsika kisanyám. Gyermekregény. (Budapest, 1927)
- A fehér hajó. Elbeszélés. (Százszorszép Könyvek. Budapest, 1927; 2. kiadás. 1933)
- Öcsike. Gyermekregény. (Budapest, 1929)
- A négyesfogat. Regény fiatal leányok számára. (Budapest, 1930?)
- Az ötösfogat. Regény fiatal leányok számára. (2. átdolgozott kiadás. Budapest, 1930?)
- Daisy gyámja. Regény fiatal leányok számára. (Budapest, 1930)
- Mókuska. Regény fiatal leányok számára. (Budapest, 1930)
- Némy. Regény fiatal leányok számára. (Budapest, 1930)
- Rossz szomszédság. Gyermekregény. (Budapest, 1930)
- A várkisasszony. Regény gyermekek számára. (Budapest, 1932)
- A porcellánbaba. Regény fiatal leányok számára. (Budapest, 1932)
- A kis cseléd. Ifjúsági regény. Benedek Kata rajzaival. (Budapest, 1933)
- Juli kisasszony. Regény fiatal leányok számára. (Budapest, 1935)
- A legszebb élmény. Regény fiatal leányok számára. Fejes Gyula rajzaival. (Budapest, 1936)
- Kis csacsi. Ifjúsági elbeszélés. Benedek Kata rajzaival. (Budapest, 1937)
- Lili baba, Teddy pajtás és a karácsonyi angyalkák. Ifjúsági elbeszélés. Benedek Kata rajzaival. (Budapest, 1937)
- Rózsaszínű felhők. Regény fiatal leányok számára. Fejes Gyula rajzaival. (Budapest, 1937)
- Lányok könyve: A kis cseléd. – Flóra. – Marica. Dánielné Lengyel Laurával. (Budapest, 1938)
- Erzsébet férjhez megy. Regény fiatal leányok számára. (Budapest, 1939)
- A kék madár. Maurice Maeterlinck filmmeséje alapján írta. (Budapest, 1941; 2. kiadás. 1943)
- Gyermek-köszöntők versben és prózában. Írta és a jeles költők verseiből összeválogatta A. M. (Hasznos Könyvek. Budapest, 1942)
- Virágzó május. Regény fiatal leányok számára. Fejes Gyula rajzaival. (Budapest, 1943)
- Csipkerózsa kisasszony. Regény fiatal leányok számára. Ill. Fábri-Fischer Erika. (Budapest, 1943)
- Piri baba és a három mackó. Fábri-Fischer Erika modelljeivel és rajzaival. (Budapest, 1943)
- A bagdadi tolvaj. Az Ezeregyéjszaka meséiből készült film nyomán írta A. M. (Budapest, 1945)
- Az amerikai leány. Regény fiatal leányok számára. (Új kiad. Budapest, 1947)
- Érdekes találkozás. Regény fiatal leányok számára. (Új kiad. Budapest, 1947)
- Béke a szívekben. Regény fiatal leányok számára. (Új kiad. Budapest, 1947)
- Rózsaszínű felhők. Regény fiatal leányok számára. Fejes Gyula rajzaival. (Új kiad. Budapest, 1947)
- Mókuska. Regény fiatal leányok számára. (Új kiad. Budapest, 1947)
- A porcellánbaba. Regény fiatal leányok számára. Fejes Gyula rajzaival. (Új kiad. Budapest, 1947)
- Tavasz a télben. Ifjúsági regény. (Budapest, 1947)
- Judit diadala. Regény fiatal leányok számára. Ill. Barta Éva. (Budapest, 1947)
- Apuka meséi. Rajzolta Jámbor Tibor. (Budapest, 1947)
- Amit az óra mesél. Ifjúsági regény. F. Györffy Anna rajzaival. (Pöttyös Könyvek. Budapest, 1959; lengyelül: Warszawa, 1962)
- Az én babáim. Képeskönyv. Fotó: Czeizing Lajos. (Budapest., 1966; 2. kiad. 1968; 3. kiadás 1975)
- Amit az óra mesél. Ifjúsági regény. Ill. Zsoldos Vera. (Pöttyös Könyvek. 2. kiad. Budapest, 1967; 3. kiad. 1970; Lányszoba. 4. kiad. Szeged, 2008 ISBN 9789632450377)

## Műfordításai
- Wassermann, Jakob: A negyvenéves férfi. Ford. (Budapest, 1916; Kék Könyvek. 2. kiad. 1918)
- Landsberger Artur: Hirn doktor esete. Detektívtörténet. Ford. (Kék Könyvek. Budapest, 1918)
- Poe, Edgar Allan: A fecsegő szív és más titokzatos történetek. Ford. (Budapest, 1918)
- Strindberg, August: Mesék. Ford. (Budapest, 1918)
- Eschtruth, Nataly von: Árvácska. Regény. Ford. (Budapest, 1918)
- Dickens, Charles: Az élet küzdelmei. Regény. Ford. (Budapest, 1920)
- Lagerlöf, Selma: Krisztus-legendák. Ford. (Budapest, 1921)
- Courths-Mahler, Hedwig: Az ő felesége. Regény. Ford. (Courths-Mahler regényei. Budapest, 1922; 2. kiad. 1923)
- Courths-Mahler, Hedwig: A három Randolf-leány. Regény. Ford. (Courths-Mahler regényei. Budapest, 1922; Milliók Könyve. I–II. köt. 2. kiad. 1937)
- Alcott, Louisa May: Négy leány. Regény. Ford. (Budapest, 1923)
- May, Karl: A szent este. Útleírás. Ford. Ill. Mühlbeck Károly. (Budapest, 1924)
- Hedenstjerna, Alfred: A mindennapi kenyérért. Elbeszélés. Ford. (Százszorszép Könyvek. Budapest, 1925)
- Webster, Jean: Nyakigláb apó. Regény. Ford. (Budapest, 1925)
- Alcott, Louisa May: Tovább folyik az élet. Regény fiatal leányok számára. Ford. (Budapest, 1925)
- Alcott, Louisa May: Régimódi kisasszony. Regény. Ford. és átd. (Budapest, 1926)
- Indián mesék. Angolból ford. (A Tündérvásár Könyvtára. 1. sorozat. 9. Budapest, 1925)
- Fitch Perkins, Lucy: Az eszkimó ikrek. Elbeszélés. Ford. (A Tündérvásár Könyvtára. 1. sorozat 10. Budapest, 1925)
- Viráglegendák. Angolból ford. (A Tündérvásár Könyvtára. 2. sorozat. 16. Budapest, 1926)
- A mexikói ikrek. Angolból ford. (A Tündérvásár Könyvtára. 2. sorozat. 17. Budapest, 1926; Kisgyermekek Könyvtára. 1. sorozat 10. 2. kiad. Wien, 1927; 3. kiad. 1928)
- Csipkerózsa. Angolból ford. és átd. (A Tündérvásár Könyvtára. 3. sorozat. 26. Budapest, 1927)
- Carroll, Lewis: Alice a Csodák országában. Angolból ford. és átd. (A Tündérvásár Könyvtára. 3. sorozat. 27. Budapest, 1927)
- Oroszlán- és tigristörténetek. I–II. köt. Angolból ford. és átd. (A Tündérvásár Könyvtára. 3. sorozat. 28–29. Budapest, 1927)
- Világlegendák. Angolból ford. (Kisgyermekek Könyvtára. 2. sorozat 16. Wien, 1928)
- Disney, Walt: Hófehérke és a hét törpe. Ford. és átd. Kosáryné Réz Lolával és Serényi Erzsébettel. (Budapest, 1938; 2. kiad. 1942)
- Donald kacsa könyve. A Walt Disney Stúdió szövegével és színes képeivel. Ford. (Budapest, 1940; 2. kiad. 1942)
- A Teknősbéka és a Nyúl. A Walt Disney Stúdió szövegével és színes képeivel. Ford. (Budapest, 1943)
- Andersen csodaszép meséi sok képpel. Ford. A. M., rajzolta Jámbor Tibor. (Budapest, 1947)
- Bradley, J. Spencer: Gilda. Regény. Ford. (Budapest, 1947)
- Grimm legszebb meséi. Ford. A. M., rajzolta Jámbor Tibor. (Budapest, 1947)
- Webster, Jean: Nyakigláb apó. Ifjúsági regény. Ford. (Pöttyös Könyvek. 2. kiad. Budapest, 1963; 3. átd. kiad., a fordítást átd. Borbás Mária 1976; 4. kiad. 1989; Könyvfalók Könyvtára. 4. 5. kiad. 1996; Lányszoba. 6. kiad. Szeged, 2007)
- May, Karl: A szenteste. Ifjúsági regény. Ford. (Új kiad. Budapest, 1990)
- Bradley, J. Spencer: Gilda. Regény. Ford. (Új kiad. Budapest, 1991)
- Alcott, Louisa May: Régimódi kisasszony. Regény. Ford. A. M., a fordítást átd. Navratil Zsuzsa. (Könyvfalók Könyvtára. 8. Budapest, 1998).